# Searchwater
Searchwater — бортовой радар, разработанный Thorn-EMI в 1970-х годах для морского патрульного самолёта Hawker Siddeley Nimrod.

## История
Во время Фолклендской войны было потеряно несколько военных кораблей из-за отсутствия авианосца раннего предупреждения Fairey Gannet (AEW), который был снят с эксплуатации в 1978 году. В результате был начат ускоренный проект по оснащению вертолётов Westland Sea King модифицированной версией системы, известной как Searchwater LAST (задача наблюдения на малой высоте).
Обтекатель был установлен в характерном перевернутом куполе на поворотном кронштейне, прикрепленном к правой стороне фюзеляжа сразу за главной дверью. Этот рычаг позволял вертолету опускать радар ниже фюзеляжа в полёте и поднимать его для посадки. Searchwater был снят с эксплуатации, когда в 2018 году был выведен из эксплуатации последний из воздушных вертолётов раннего предупреждения Sea King Королевского военно-морского флота. Система Searchwater впоследствии была заменена в Королевском военно-морском флоте новой системой раннего предупреждения.
Радар Searchwater был разработан Royal Signals and Radar Establishment и EMI (позже Thorn Sensors Group). Компания Racal Radar Defence Systems приобрела Searchwater в 1995 году. Thorn и Racal объединились, чтобы сформировать Racal-Thorn Defence.

## Модификации
- Searchwater — радар предназначен для Hawker Siddeley Nimrod.
- Searchwater AEW — самолет с ограниченным пространством полёта на малой высоте.
- Специальная версия со значительно улучшенными возможностями воздушной разведки, предназначена для системы AWACS, The-2000 предназначен для использования в Nimrod AEW.
- Searchwater 2000 — модернизированная версия оригинальной Searchwater с поддержкой Link 16.
- Searchwater 2000 AEW — Searchwater 2000, возможности воздушной разведки от пилота.
- Версия Searchwater с возможностью отслеживать движущиеся наземные цели.